# Microrégion de Caririaçu
 (février 2025).
Si vous disposez d'ouvrages ou d'articles de référence ou si vous connaissez des sites web de qualité traitant du thème abordé ici, merci de compléter l'article en donnant les références utiles à sa vérifiabilité et en les liant à la section « Notes et références ».

Localisation de la microrégion de Caririaçu

La microrégion de Caririaçu est l'une des cinq microrégions qui subdivisent le sud de l'État du Ceará au Brésil.
Elle comporte 4 municipalités qui regroupaient 63 340 habitants en 2006 pour une superficie totale de 1 301 km2.

## Municipalités[1]
- Altaneira
- Caririaçu
- Farias Brito
- Granjeiro